# 濵田満
濵田 満 (はまだ みつる、1975年12月26日 - )は、株式会社Amazing Sports Lab Japan代表取締役並びに株式会社奈良クラブ代表取締役社長。
スペイン語、イタリア語、英語の三か国語が話せ、FCバルセロナ、ACミラン、アーセナルFC、ユヴェントスFCなどの欧州ビッグクラブのライセンスビジネスやマーケティングに携わる。現在は、FCバルセロナキャンプ、FCバルセロナスクール、U-12ジュニアサッカーワールドチャレンジのプロデュース、コンサルティングなどを行っている。

## 来歴
高校時代までサッカーに打ち込む。関西外国語大学スペイン語学科卒業後、メーカー、商社、大使館勤務等、3回の転職を経て、欧州サッカークラブのマーチャンダイジングライセンスビジネスに携わる。2004年6月、FCバルセロナソシオの日本公式代理店として独立。
2009年以降、久保建英のサポート業務をはじめ、サッカーサービス社と指導者クリニック、選手コンサルティングを行なうなど、選手育成業務に力を入れている。
日本の少年たちに欧州のトップクラブと本気で戦う経験を積ませたいと考え、また指導者にはこの世代の育成にもっと力を入れてもらうため、2013年に初めてU-12ジュニアサッカーワールドチャレンジを開催した。
2019年12月26日、2020年2月1日に当時JFL所属の奈良クラブの社長に就任することが発表された。

## 著書
- 『サッカービジネスほど素敵な仕事はない』 出版芸術社
- 『FCバルセロナの人材獲得術と育成メソッドのすべて』 カンゼン ※監修、翻訳
- 『バルサ選手のジュニア時代』 カンゼン ※監修
- 『世界で通じる子供の育て方 : サッカー選手を目指す子供の親に贈る40のアドバイス』 徳間書店
- 『ゼロに飛びこんでイチを作る FCバルセロナとのビジネスから学んだ未来の開き方』 内外出版社